# Рипалта (Ла Специја)
Рипалта је насеље у Италији у округу Ла Специја, региону Лигурија.
Према процени из 2011. у насељу је живело 23 становника. Насеље се налази на надморској висини од 210 м.